# Genius

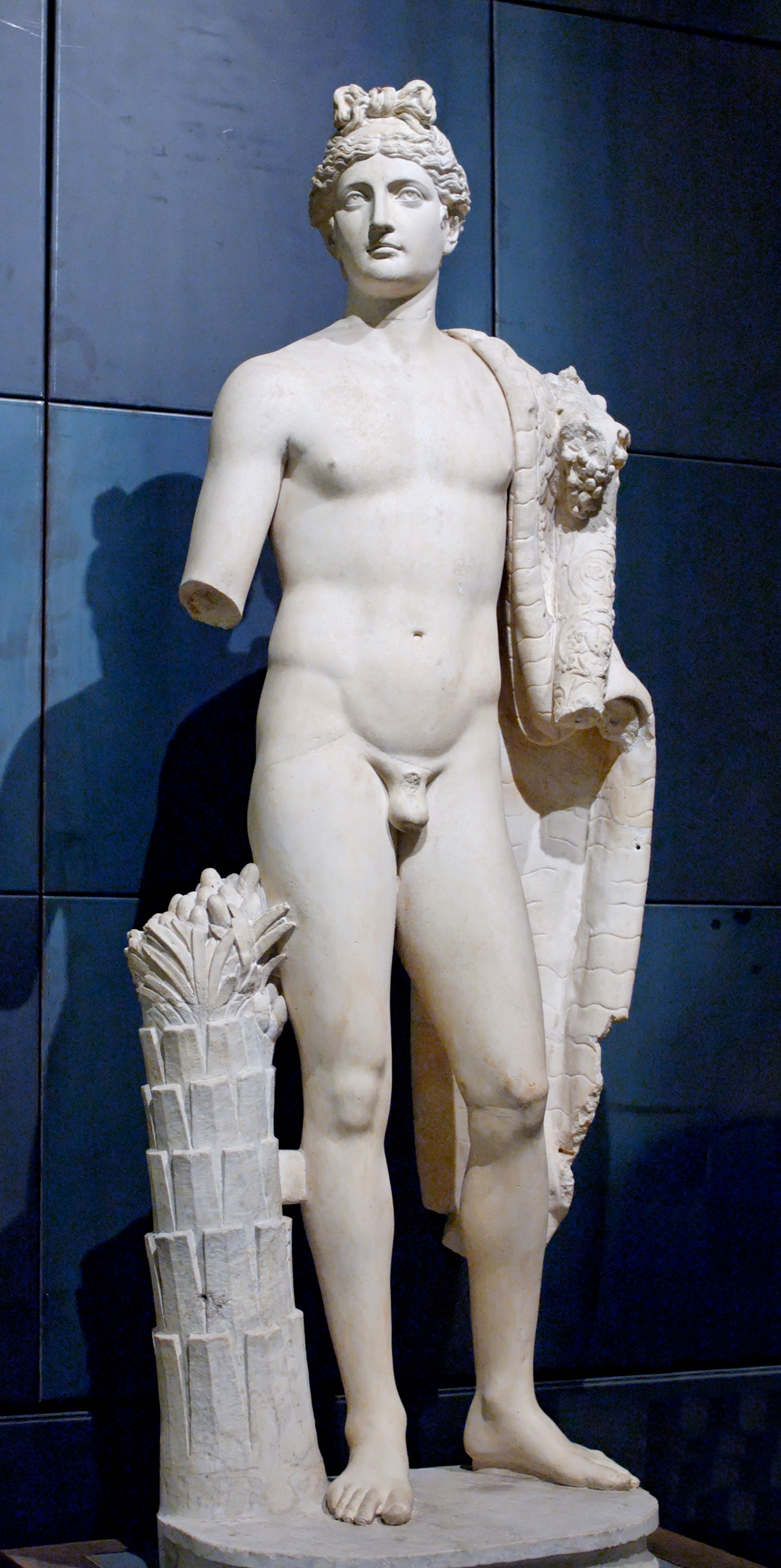
Genius des Kaisers Domitian mit Füllhorn und Aigis. Kapitolinisches Museum, Rom

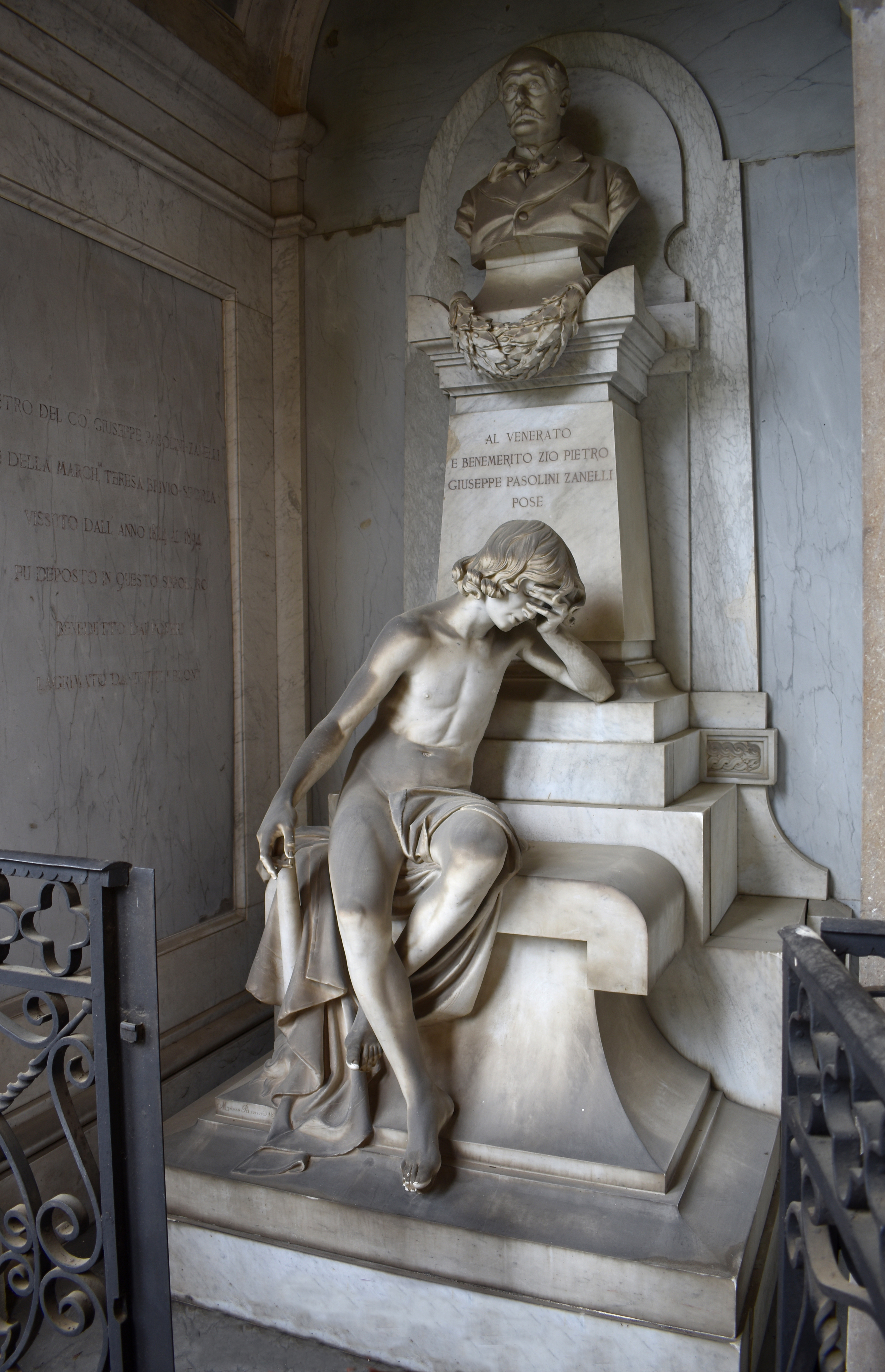
Mauro Benini: Trauergenius (1896)

Der Genius (Plural Genien oder lateinisch Genii) war in der römischen Religion der persönliche Schutzgeist eines Mannes und Ausdruck seiner Persönlichkeit, seiner Schicksalsbestimmung und insbesondere seiner Zeugungskraft. Mit dem Tod des Mannes erlosch der Genius.

## Beschreibung

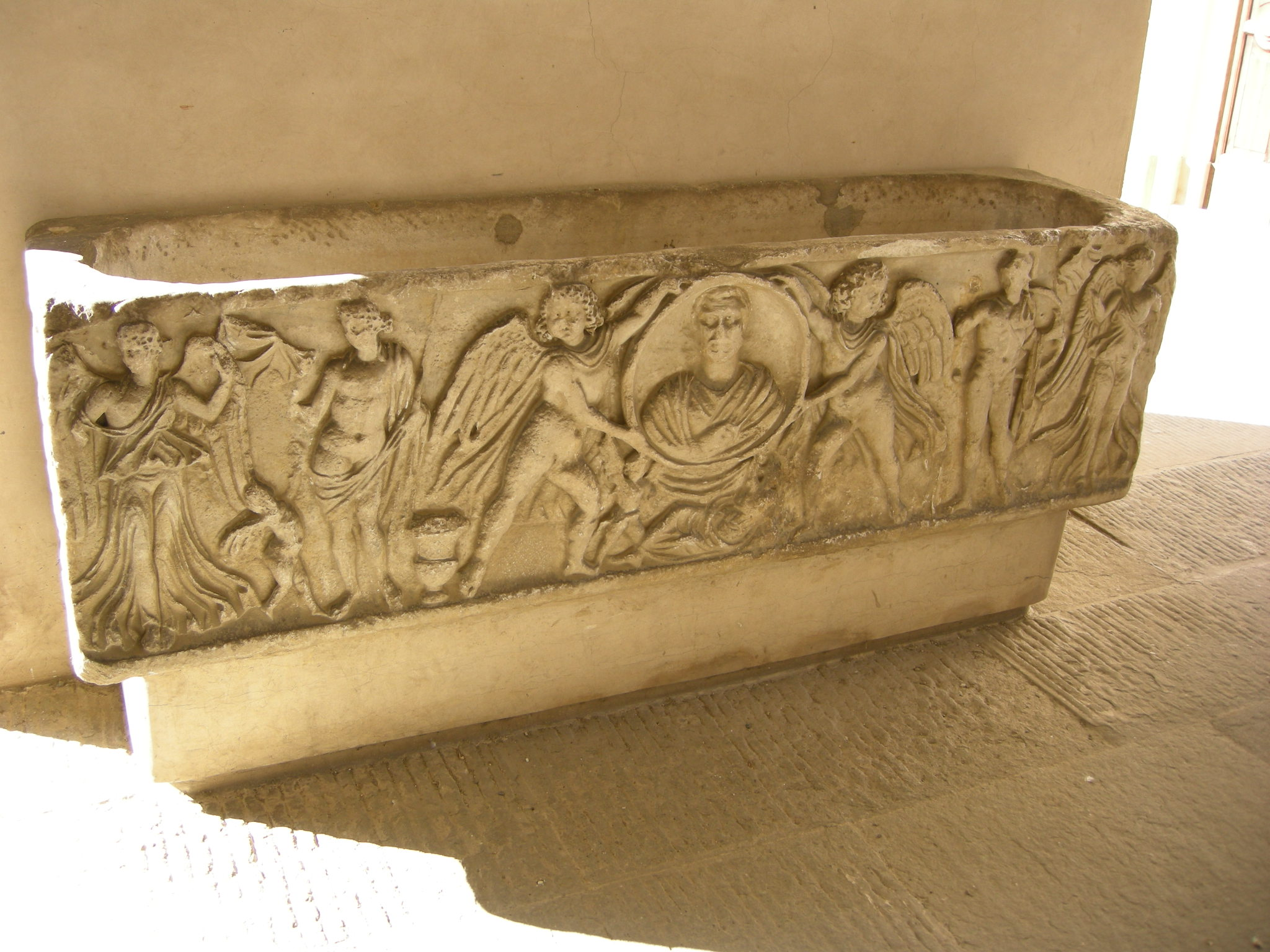
Genien präsentieren das Bildnis eines Verstorbenen; römischer Sarkophag

Ursprünglich waren die Genien Ahnengeister, die über ihre Nachkommen wachten. Aus diesen entwickelten sich persönliche Schutzgeister, denen man opferte und von denen man sich Hilfe und Inspiration in schwierigen Lebenssituationen erhoffte. Das Fest des Genius war der Geburtstag des Trägers.
Da der Genius als eine Art Wirkungsprinzip aufgefasst wurde, konnten auch andere Kollektive wie Truppenteile und Kollegien, aber auch Orte (Genius loci) wie Provinzen, Städte, Märkte und Theater einen Genius haben. Von da bis zum übergreifenden Genius Roms (Genius urbis Romae bzw. Genius populi Romani) ist nur ein Schritt. Im Kaiserkult schließlich wurde der Genius Augusti verehrt.
Dem Genius entsprach in der aramäischen Sprache gny’, vokalisiert ginnaya (Plural ginnayē). Dies waren im nördlichen Arabien vergleichbare Schutzgeister, die als menschliche Wesen gedacht und oft paarweise angesprochen wurden. Zur damaligen Zeit ähnelten sie der arabischen Vorstellung von den Dschinn. Beide Begriffe bezeichneten ursprünglich vollwertige Gottheiten, sie wurden als solche oder zumindest als dienende und beschützende Engel verehrt. Das Beiwort šbb’ („eng, nahe“) spielt auf die bewachende Funktion der ginnayē an. Erst unter dem Einfluss des Islams wurden die Dschinn zu Geistern mit eher geringem Nutzen degradiert.
Dargestellt wurde der Genius meist bärtig (in späterer Zeit auch als Knabe), mit freiem Oberkörper, Füllhorn und meist einer Opferschale. Der Genius loci erscheint oft in Gestalt einer Schlange. In der römischen Kunst werden Genien auch als geflügelte Wesen dargestellt. Trauergenien waren häufig Elemente antiker und nachantiker Grabskulptur. 
Dem römischen Genius entspricht der griechische Daimon. Auch das Daimonion, die angebliche innere Stimme des Sokrates, wird im Lateinischen als Genius bezeichnet.